# Bulbophyllum macroceras
Bulbophyllum macroceras là một loài phong lan thuộc chi Bulbophyllum.